# 1305

## Родени
- Андреа Дандоло, венециански дож
- февруари – Ибн Батута, пътешественик

## Починали
- 4 април – Жана I Наварска,
- 30 април – Роже дьо Флор, средновековен авантюрист-наемник
- 23 август – Уилям Уолъс, шотландски национален герой
- 4 октомври – Камеяма, 90-и император на Япония